# Axenstar
Axenstar is een Zweedse powermetalband.

## Artiesten
- Magnus Eriksson - vocalist, toetsenist (sinds 1999)
- Thomas Eriksson - gitarist (sinds 1999)
- Peppe Johansson - gitarist (sinds 1998)
- Magnus Ek - bassist (sinds 1998)
- Pontus Jansson - drummer (sinds 1999)

## Vroegere leden
- Mr. Eddie - vocalist (1998 - 1999)
- Johan Burman - drummer (1998 - 1999)
- Magnus Söderman - gitarist (1998 - 1999)

## Discografie
- 2002 - Perpetual Twilight (Arise)
- 2003 - Far From Heaven (Arise)
- 2005 - The Inquisition (Arise)
- 2006 - The Final Requiem (Arise)